# Paschalis II
Paschalis II, född Ranierius omkring 1050 i Bleda i Emilia-Romagna, död 21 januari 1118 i Rom, var påve från den 13 augusti 1099 till sin död, 21 januari 1118.

## Biografi
Ranierius inträdde i tidiga år i klostret i Cluny som munk. Hans kloster sände honom när han var i tjugoårsåldern till Rom för att sköta deras affärer, och han hamnade snart vid Gregorius VII:s hov. Gregorius utnämnde honom till kardinalpräst av San Clemente 1073. I den kyrkan sammanträffade konklaven efter påve Urban II:s död för att välja en efterträdare, och kardinal Rainerius valdes enhälligt av kardinalkollegiet. Han protesterade mot sin utnämning, och anförde, med viss rätt, att hans bakgrund som munk gjorde honom olämplig som påve eftersom han saknade erfarenhet av de svåra problem som påvedömet stod inför. Trots protesterna konsekrerades han dagen därpå i Peterskyrkan, och han antog Paschalis II som sitt påvenamn.
Väl påve lämnade han all tvekan bakom sig. Huvuddragen av hans politik hade utstakats av företrädarna Gregorius och Urban, och han följde troget i deras fotspår, medan hans osedvanligt långvariga pontifikat var en viktig faktor i utvecklingen av medeltidens påvedöme.
Urban II hade fått leva länge nog att uppleva att Heliga landet hamnat i kristna händer. Han hade avlidit ett par veckor innan Jerusalem erövrades av korsriddarna. Att fortsätta den politik som Urban påbörjat bestämde Heliga stolens politik i flera generationer. Paschalis arbetade med flera synoder och resor genom Italien och Frankrike och att vidmakthålla korsriddarandan.
Mer problematiskt var investiturstriden. Att motpåven Guilbert (Clemens III) avled några månader efter Pascalis tillträde till påvestolen, var lyckosamt för honom. Tre andra motpåvar, Theodoric (1100), Aleric (1102), och Maginulf, som antog namnet Silvester IV år 1105, anmälde sig till kejsarens sida, men schismen var praktiskt taget över. Två av dessa sändes av Paschalis att göra bot i kloster. Henrik IV var krossad av tidigare konflikter och hade ingen önskan om att förnya striden om investituren. Han vidhöll därför sina tidigare anspråk på kejserlig investitur, och blev följaktligen återigen exkommunicerad, och avled så i Liège den 7 augusti 1106. 
Kejsarens död och hans son, Henrik V:s uppstigande på tronen var en kortvarig framgång för påven. Henrik V hade varit rädd att förlora arvsrätten, bland annat för faderns konflikter med kyrkan, och därför lett en furstesammansvärjning mot sin far, som han gick segrande ur 1106 då fadern innan sin död abdikerat. Fastän Henrik V hade ställt sig på kyrkans sida, blev han snart lika ovillig som sin far att återta några av sina anspråk. Inte heller påven gav sig. Deras relation blev därför så småningom ansträngd. Paschalis inställde en resa till Tyskland och reste i stället till Frankrike, där han fick ett överväldigat mottagande av kung Filip I (som gjorde bot för sitt äktenskapsbrott och återupptogs i kyrkan) och av folket.
I augusti 1110 korsade Henrik V, som ännu inte krönts till kejsare i Rom, Alperna med sin välorganiserade armé, och införde en ny faktor till den medeltida politiken, eftersom han med sig även tog advokater; en av dessa, David, var av keltiskt ursprung. Under sin färd längs Italienska halvön mötte han dock på motstånd, och han skickade därför en ambassad för att göra förberedelser med påven om hans kröning. Resultatet blev fördraget i Sutri. Innan han mottog kejsarkronan var Henrik tvungen att lägga ner alla anspråk på investitur, medan påven gav prelaterna och abbotarna i Tyskland i uppdrag att återställa den världsliga makten, riksgods och privilegierna som de fått från Karl den store.
När detta fördrag offentliggjordes i Peterskyrkan vid datumet som satts för kröningen, den 12 februari 1111, uppstod ett våldsamt tumult bland biskoparna och prelaterna som i ett enda penndrag förlorat allt de hade och nu stod på bar backe. Indignationen blev än större, eftersom endast Heliga stolen hade säkrats av påven från liknande konfiskering. Efter ett fruktlöst brottande och tre dagars upplopp, tog Henrik påven och kardinalerna till fånga. Paschalis såg sig övergiven av alla, och efter två månaders fångenskap, vid den så kallade freden i Ponte Mammolo, gav han efter för kungens investiturrätt. 
Henriks våldsamhet slog tillbaka på honom själv. Hela kristenheten gick samman och fördömde honom. Rösterna som höjdes för att fördöma Paschalis drunknade i den universella förkastelsen över hans motståndare. Paschalis erkände ödmjukt sin svaghet, men vägrade bryta löftet han givit Henrik att inte straffa honom för våldsamheterna.
Paschalis minne präglas av detta Sutrikonkordat, men som kyrkans överhuvud var hans verksamhet mycket mer vidsträckt. Han lyckades behålla kyrkotukten i varje del av Europa, och män som Anselm av Canterbury beundrade honom. Under sina resor kom han i direkt kontakt med folket och församlingskyrkorna. Det ankom dock inte honom att lösa investiturstriden; det blev hans efterträdares sak.

### Övriga källor
- Kinder, Hermann och Hilgemann, Werner, Tidens världshistoria 1, Stockholm: Tidens förlag 1981, s. 148